# Rote Liste gefährdeter Säugetiere Japans
Die Rote Liste gefährdeter Säugetiere Japans wird durch das Japanische Umweltministerium veröffentlicht. Im Jahr 2020 wurden insgesamt 160 Säugetierarten untersucht und in Gefährdungskategorien unterteilt. Andere untersuchte Wildtier- und Pflanzenarten werden ebenfalls in separaten Listen veröffentlicht und in der Roten Liste gefährdeter Arten Japans zusammengefasst. Die Unterkategorien sind für die Tierarten Säugetiere, Vögel, Amphibien, Reptilien, Brack-/Süßwasserfische, Insekten, Land-/Süßwassermollusken und andere wirbellose Tiere, sowie für die Pflanzenarten Gefäßpflanzen, Moos, Algen, Flechten und Pilze.
Die Gesamtüberprüfung der gefährdeten Arten wird ungefähr alle fünf Jahre durchgeführt. Ab 2015 werden Arten deren Gefährdungskategorie aufgrund einer Verschlechterung des Lebensraums oder ähnlichem erneut untersucht werden müssen, jederzeit nach Bedarf einzeln überarbeitet. Die letzte überarbeitete Ausgabe ist die Rote Liste 2020. Dabei wurden insgesamt 160 Säugetierarten untersucht und in Gefährdungskategorien unterteilt. Diese sind im Folgenden aufgelistet.

## Gefährdungskategorien
| Jahr | Anzahl bewerteter Arten | EX | EW | CR | EN | VU | NT | DD | Summe EX – DD | LP | Anmerkungen                         |
| ---- | ----------------------- | -- | -- | -- | -- | -- | -- | -- | ------------- | -- | ----------------------------------- |
| 1998 | unbekannt               | 4  | 0  | 11 | 20 | 16 | 16 | 9  | 76            | 12 | 2. Rote Liste                       |
| 2006 | 180                     | 4  | 0  | 15 | 20 | 7  | 18 | 9  | 73            | 19 | 3. Rote Liste                       |
| 2012 | 160                     | 7  | 0  | 12 | 12 | 10 | 17 | 5  | 63            | 22 | 4. Rote Liste                       |
| 2016 | 160                     | 7  | 0  | 12 | 12 | 9  | 18 | 5  | 63            | 23 | 1. Überarbeitung der 4. Roten Liste |
| 2017 | 160                     | 7  | 0  | 12 | 12 | 9  | 18 | 5  | 63            | 23 | 2. Überarbeitung der 4. Roten Liste |
| 2018 | 160                     | 7  | 0  | 12 | 12 | 9  | 18 | 5  | 63            | 23 | 3. Überarbeitung der 4. Roten Liste |
| 2019 | 160                     | 7  | 0  | 12 | 12 | 9  | 18 | 5  | 63            | 23 | 4. Überarbeitung der 4. Roten Liste |
| 2020 | 160                     | 7  | 0  | 12 | 13 | 9  | 17 | 5  | 63            | 26 | 5. Überarbeitung der 4. Roten Liste |

- EX: Extinct (nach dem Jahr 1500 ausgestorben)
- EW: Extinct in the Wild (in der Natur ausgestorben)
- CR: Critically Endangered (vom Aussterben bedroht)
- EN: Endangered (stark gefährdet)
- VU: Vulnerable (gefährdet)
- NT: Near Threatened (potenziell gefährdet)
- DD: Data Deficient (ungenügende Datengrundlage)
- LP: Locally endangered Population – Regional isolierte Populationen mit hohem Aussterberisiko. Es werden keine Arten, sondern lokale Populationen gezählt, die vom Aussterben bedroht sind.

## Ausgestorben nach dem Jahr 1500 (EX)
7 Arten

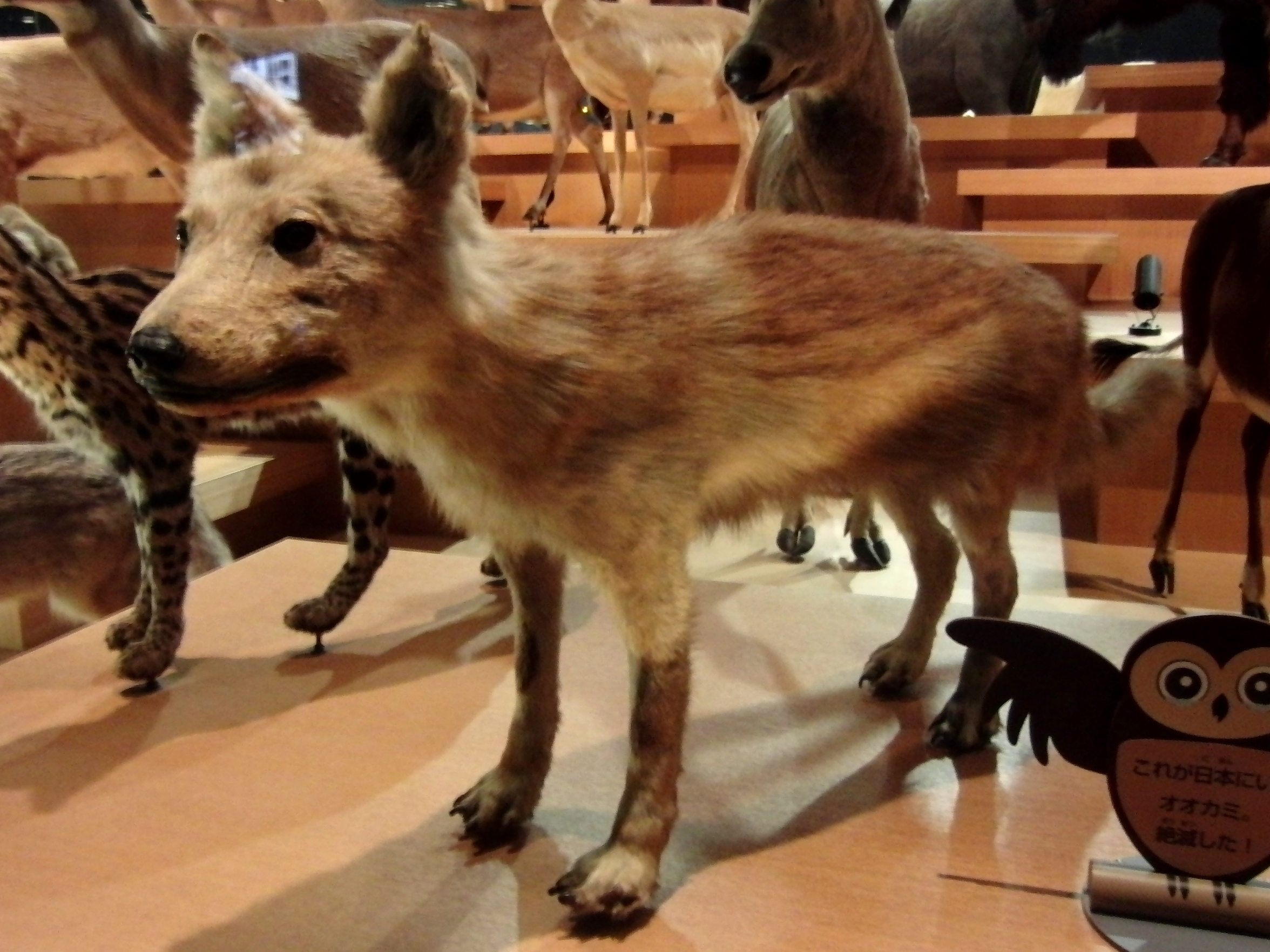
Honshū-Wolf

- Pteropus loochoensis (jap. オキナワオオコウモリ, Okinawa-Ōkōmori)
- Rhinolophus pumilus miyakonis (jap. 宮古小菊頭蝙蝠, Miyako-Kokikugashira-Kōmori)
- Sturdee-Zwergfledermaus (Pipistrellus sturdeei, jap. オガサワラアブラコウモリ, Ogasawara-Abura-Kōmori)
- Hokkaidō-Wolf (Canis lupus hattai, jap. 蝦夷狼, Ezo-Ōkami)
- Honshū-Wolf (Canis lupus hodophilax, jap. 日本狼, Nihon-Ōkami)
- Japanischer Fischotter (Lutra nippon, jap. ニホンカワウソ（本州以南亜種）, Nihon-Kawauso)
- Fischotter, Hokkaidō-Subspezies (Lutra lutra whiteleyi, jap. ニホンカワウソ（北海道亜種）, Nihon-Kawauso)

## In der Natur ausgestorben (EW)
0 Arten

## Vom Aussterben bedroht (CR)
12 Arten

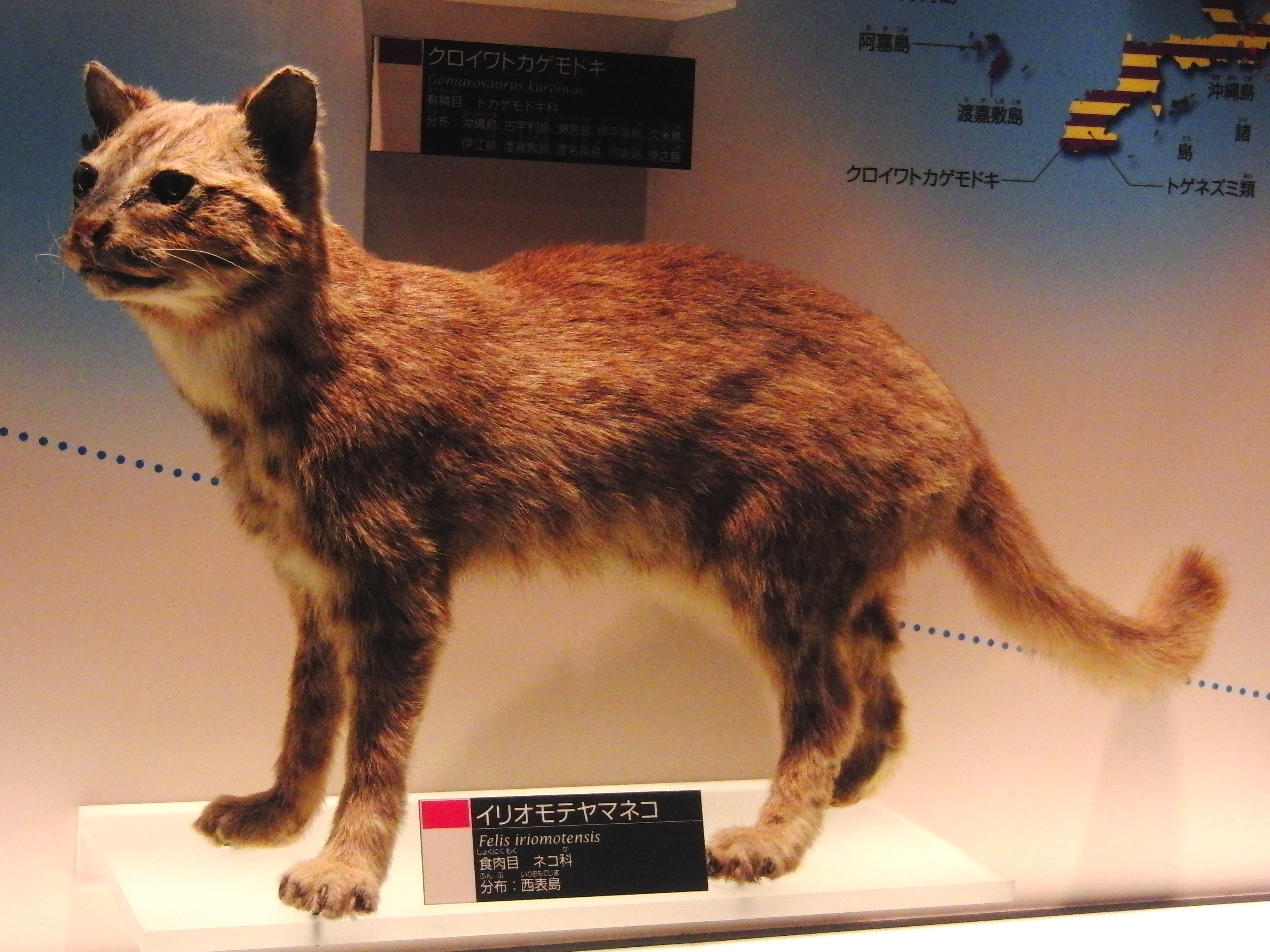
Iriomote-Katze – auf der Insel Iriomote-jima endemisch

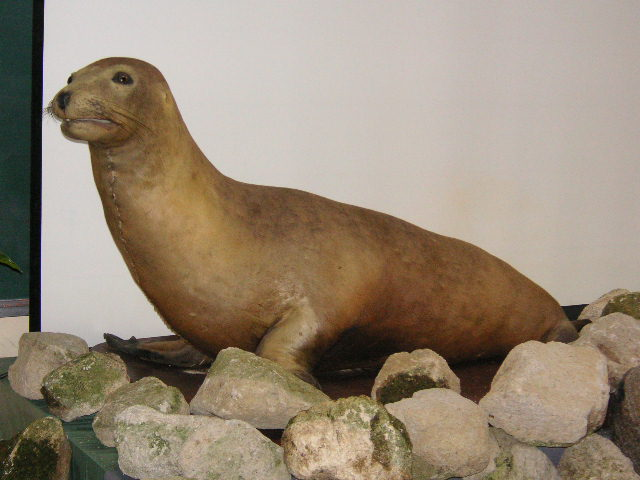
Japanischer Seelöwe

- Ryukyu-Maulwurf (Mogera uchidai, jap. センカクモグラ, Senkaku-Mogura)
- Pteropus dasymallus daitoensis (jap. ダイトウオオコウモリ, Daitō-Ōkōmori)
- Pteropus dasymallus dasymallus (jap. エラブオオコウモリ, Erabu-Ōkōmori)
- Hodgson-Fledermaus (Myotis formosus, jap. クロアカコウモリ,Kuroaka-Kōmori)
- Yanbaru-Mausohr (Myotis yanbarensis, jap. 山原頬髭蝙蝠, Yanbaruhoohige-Kōmori)
- Brandmaus (Apodemus agrarius, jap. セスジネズミ, Sesuji-Nezumi)
- Tokudaia muenninki (jap. オキナワトゲネズミ, Okinawa-Toge-Nezumi)
- Bengalkatze, Unterart Prionailurus bengalensis euptilurus (jap. ツシマヤマネコ, Tsushima-Yama-Neko)
- Iriomote-Katze (Prionailurus bengalensis iriomotensis, jap. イリオモテヤマネコ, Iriomote-Yamaneko)
- Seeotter (Enhydra lutris, jap. ラッコ, Rakko)
- Dugong (Dugong dugon, jap. ジュゴン, Jugon)
- Japanischer Seelöwe (Zalophus japonicus, jap. ニホンアシカ, Nohon-Ashika) – international bereits als ausgestorben klassifiziert (letzte Sichtung 1951)[7]

## Stark gefährdet (EN)
13 Arten

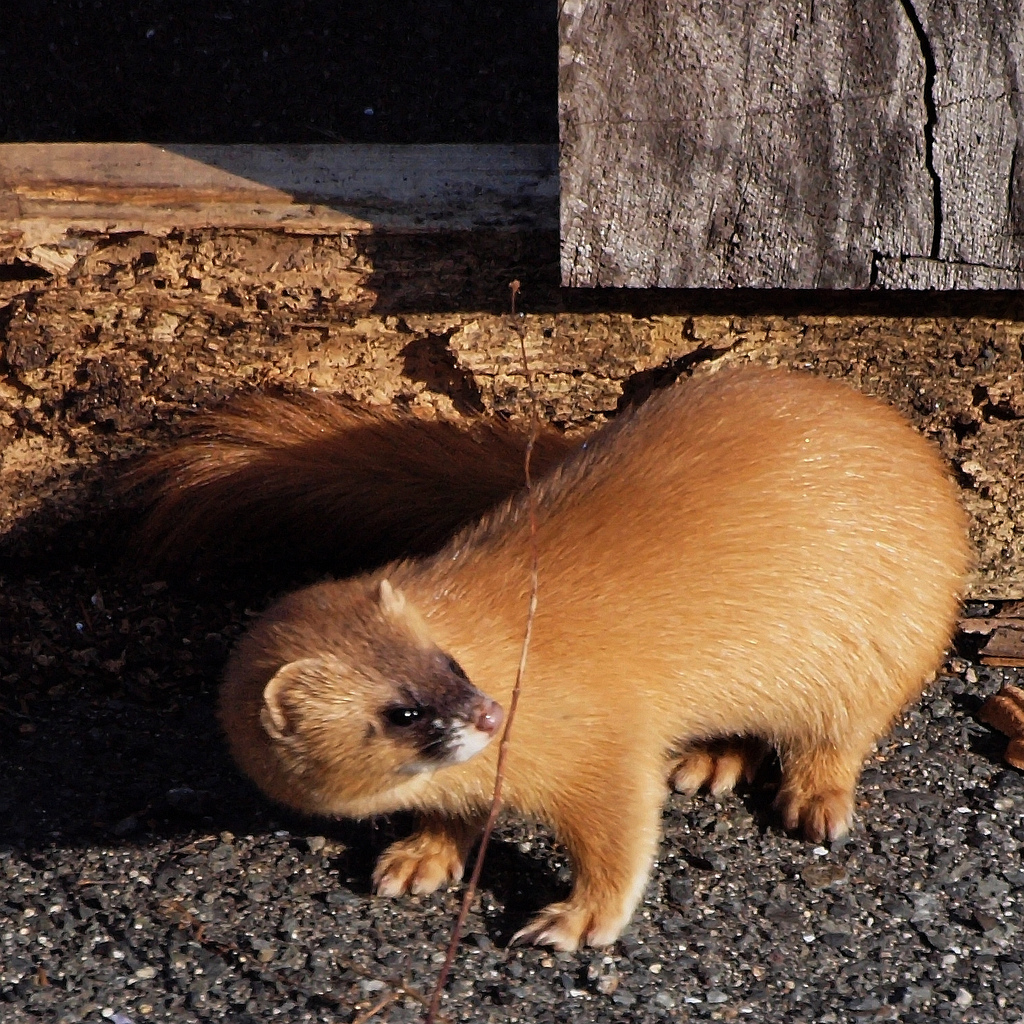
Feuerwiesel

- Crocidura orii (jap. 折居地鼠, Oriiji-Nezumi)
- Echigo-Maulwurf (Mogera etigo, jap. エチゴモグラ, Echigo-Mogura)
- Bonin-Flughund (Pteropus pselaphon, jap. 小笠原大蝙蝠 小笠原大蝙蝠, Ogasawara-Ookōmori)
- Rhinolophus cornutus orii (jap. オリイコキクガシラコウモリ, Oriikokikugashira-Kōmori)
- Rhinolophus pumilus pumilus (jap. 沖縄小菊頭蝙蝠, Okinawa-Kokikugashira-Kōmori)
- Murina ryukyuana (jap. 琉球天狗蝙蝠, Ryūkyū-Tengu-Kōmori)
- Japanischer Abendsegler (Nyctalus furvus, jap. コヤマコウモリ, Koyama-Kōmori)
- Ryukyu-Langflügelfledermaus (Miniopterus fuscus, jap. 琉球指長蝙蝠, Ryūkyū-Yubinaga-Kōmori)
- Ryukyu-Ratte (Diplothrix legata, jap. ケナガネズミ, Kenaga-Nezumi)
- Tokudaia osimensis (jap. 奄美棘鼠, Amami-Toge-Nezumi)
- Tokudaia tokunoshimensis (jap. トクノシマトゲネズミ, Tokunoshima-Toge-Nezumi)
- Ryukyu-Kaninchen (Pentalagus furnessi, jap. 奄美野黒兎, Amami-Nokuro-Usagi)
- Feuerwiesel (Mustela sibirica, jap. シベリアイタチ, Shiberia-Itachi)

## Gefährdet (VU)
9 Arten

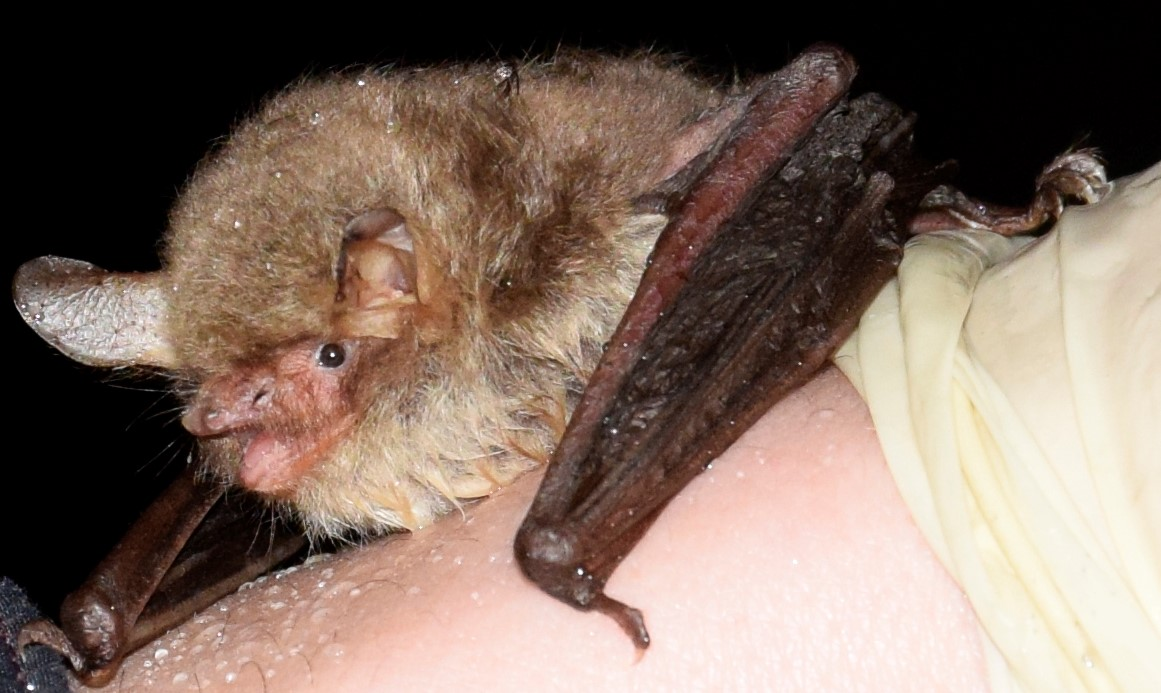
Fransenfledermaus

- Knirpsspitzmaus (Sorex minutissimus hawkeri, jap. トウキョウトガリネズミ, Tōkyūtogari-Nezumi)
- Rhinolophus perditus (jap. ヤエヤマコキクガシラコウモリ, Yaeyama-Kokikugashira-Kōmori)
- Japanische Breitflügelfledermaus (Eptesicus japonensis, jap. クビワコウモリ, Kubiwa-Kōmori)
- Myotis gracilis (jap. ウスリホオヒゲコウモリ, Usurihoohigu-Kōmori)
- Fransenfledermaus (Myotis nattereri bombinus, jap. ホンドノレンコウモリ, Hondonoren-Kōmori)
- Honshu-Bartfledermaus  (Myotis pruinosus, jap. クロホオヒゲコウモリ, Kurohoohige-Kōmori)
- Großer Ostasien-Abendsegler (Nyctalus aviator, jap. ヤマコウモリ, Yama-Kōmori)
- Endo-Zwergfledermaus (Pipistrellus endoi, jap. モリアブラコウモリ, Moriabura-Kōmori)
- Tadarida insignis (jap. オヒキコウモリ, Ohiki-Kōmori)

## Potenziell gefährdet (NT)
17 Arten

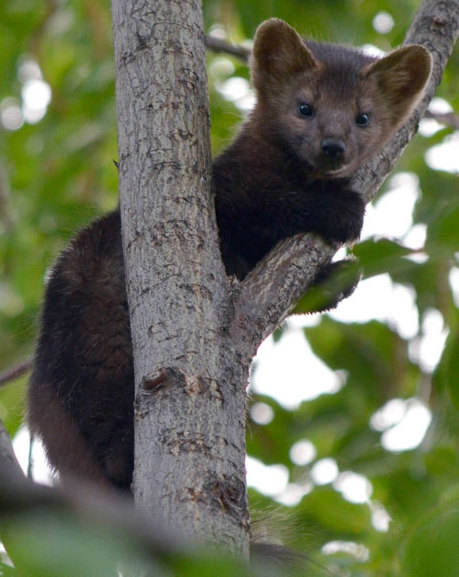
Zobel

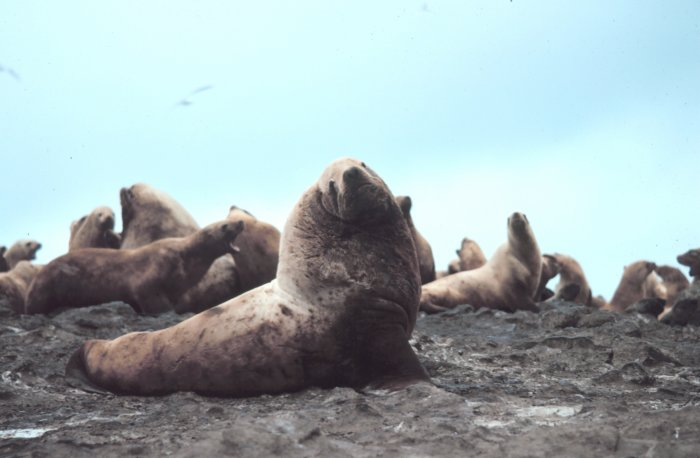
Stellerscher Seelöwe

- Asiatische Gartenspitzmaus (Crocidura shantungensis, jap. コジネズミ, Koji-Nezumi)
- Crocidura watasei (jap. ワタセジネズミ, Wataseji-Nezumi)
- Sorex hosonoi (jap. アズミトガリネズミ, Azumi-Togari-Nezumi)
- Sorex shinto shikokensis (jap. シコクトガリネズミ, Shikoku-Togari-Nezumi)
- Japanischer Bergmaulwurf (Euroscaptor mizura, jap. ミズラモグラ, Mizura-Mogura)
- Sado-Maulwurf (Mogera tokudae, jap. サドモグラ, Sado-Mogura)
- Myodes rex montanus (jap. ミヤマムクゲネズミ, Miyamamukuge-Nezumi)
- Myodes rex rex (jap. リシリムクゲネズミ, Rishiri-Mukuge-Nezumi)
- Nördlicher Pfeifhase (Ochotona hyperborea yesoensis, jap. エゾナキウサギ, Ezonaki-Usagi)
- Japanischer Hase (Lepus brachyurus lyoni, jap. サドノウサギ, Sado-no-Usagi)
- Japanischer Marder (Martes melampus tsuensis, jap. ツシマテン, Tsushimaten)
- Zobel (Martes zibellina brachyura, jap. エゾクロテン, Ezokuroten)
- Hermelin (Mustela erminea nippon, jap. ホンドオコジョ, Hondookojo)
- Hermelin (Mustela erminea orientalis, jap. エゾオコジョ, Ezookojo)
- Mauswiesel (Mustela nivalis namiyei, jap. ニホンイイズナ（本州亜種）, Nihon-Iizuna)
- Seehund (Phoca vitulina, jap. ゼニガタアザラシ, Zenigataazarashi)
- Stellerscher Seelöwe (Eumetopias jubatus, jap. トド, Todo)

## Ungenügende Datengrundlage (DD)
5 Arten

- Hypsugo alaschanicus (jap. オオアブラコウモリ, Ooabura-Kōmori)
- Tsushima-Röhrennasenfledermaus (Murina tenebrosa, jap. クチバテングコウモリ, Kuchiba-Tengu-Kōmori) –  möglicherweise ausgestorben
- Zweifarbfledermaus (Vespertilio murinus, jap. ヒメヒナコウモリ, Himehina-Kōmori)
- Tadarida latouchei (jap. スミイロオヒキコウモリ, Sumiiroohiki-Kōmori)
- Burunduk (Tamias sibiricus lineatus, jap. エゾシマリス, Ezoshimarisu)

## Lokal vom Aussterben bedrohte Population (LP)
26 Populationen

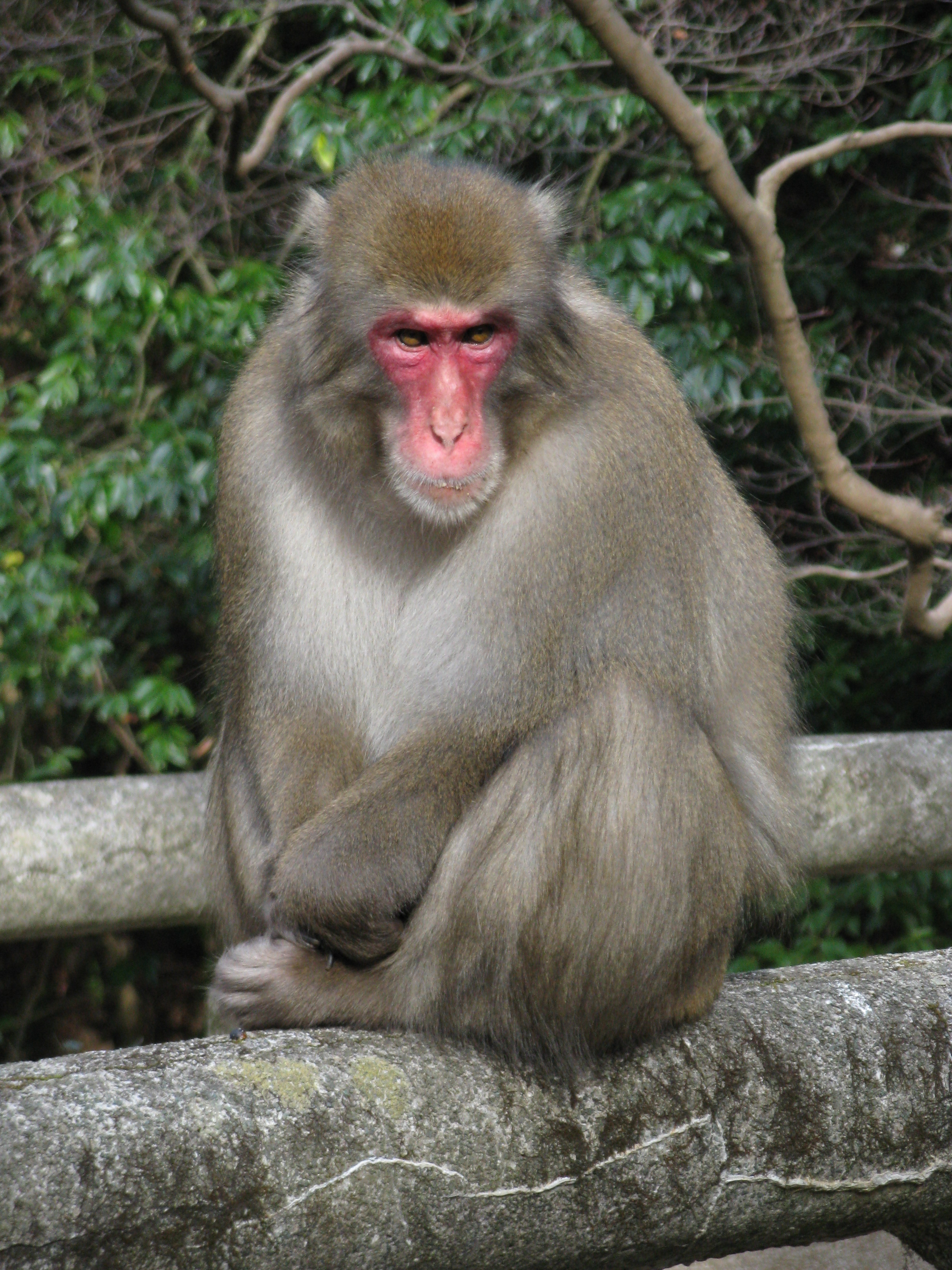
Japanmakak

- 1 Population von Chimarrogale platycephala (jap. ワネズミ, Wa-Nezumi) in der Region Kyūshū
- 2 Populationen von Hipposideros  turpis (jap. グラコウモリ, Gura-Kōmori) auf Hateruma-jima und Yonaguni-jima
- 2 Populationen von Barbastella leucomelas (jap. チブコウモリ, Chibu-Kōmori) auf Shikoku und Honshū
- 2 Populationen von Kurzohrfledermäusen (Myotis ikonnikovi hosonoi, jap. ナノホオヒゲコウモリ, Nanohoohige-Kōmori) auf der Kii-Halbinsel und in der Region Chūgoku
- 1 Population von Japanischen Langohren (Plecotus sacrimontis, jap. サギコウモリ, Sagi-Kōmori) in der Region Kinki und westlich dieser
- 3 Populationen von Japanmakaken (Macaca fuscata fuscata, jap. ホンドザル, Hondozaru) im Norden Tohokus und der Kitakami-Berge, sowie am Kinka-san und auf der Bōsō-Halbinsel
- 2 Populationen von Japanischen Eichhörnchen (Sciurus lis, jap. ニホンリス, Nihon-Risu) in der Region Kyūshū und Chūgoku
- 2 Populationen von Braunbären (Ursus arctos yesoensis, jap. エゾヒグマ, Ezohiguma) in Ishikari, Teshio und Mashike auf Hokkaidō
- 5 Populationen von Kragenbären (Ursus thibetanus japonicus, jap. ツキノワグマ, Tsukinowaguma) auf der Shimokita-Halbinsel, Kii-Halbinsel, im Shikoku-Gebirge und in Chūgoku
- 1 Population von Sikahirschen (Cervus nippon, jap. ニホンジカ, Nihon-Jika) auf Mage-shima
- 1 Population von Wildschweinen (Sus scrofa riukiuanus, jap. リュウキュウイノシシ, Ryūkyū-Inoshishi) auf Tokunoshima
- 4 Populationen von Japanischen Serau (Capricornis crispus, jap. カモシカ, Kamo-Shika) in der Region Kyūshū und Shikoku, sowie in den Kii-Bergen und im Suzuka-Gebirge